# Limnomysis benedeni
Limnomysis benedeni, gelegentlich Donau-Schwebegarnele genannt, ist eine Art der Schwebegarnelen (Mysida), die im Süßwasser und Brackwasser lebt. Die ursprünglich pontokaspisch verbreitete Art ist heute ein verbreitetes Neozoon in mitteleuropäischen Gewässern und gehört hier zu den häufigsten Süßwassergarnelenarten. Die Art ist die einzige Art der Gattung Limnomysis.

## Merkmale
Limnomysis benedeni besitzt die typische Körpergestalt der Garnelen, die schlank und zierlich wirkende Art wird 5 bis 12 Millimeter, in der Ostsee meist zwischen 8 und 9 Millimeter lang. Die Art ist unspezifisch weißlich durchscheinend, oft  mehr oder weniger braun gefärbt. Wie typisch für die Verwandtschaft, sind die Komplexaugen kurz gestielt. Das Grundglied der zweiten Antennen trägt einen nach hinten gerichteten lappenförmigen Anhang, ihr kürzerer Außenast neben der Geißel (als Antennenschuppe, engl. scale, bezeichnet) ist zweigliedrig, langgestreckt speerförmig, rundum beborstet, seine Spitze bei den Weibchen abgerundet, bei den Männchen zugespitzt und etwas gebogen. Der Carapax ist am Vorderende abgerundet, ohne Rostral- oder Subrostralfortsatz. Die Endopodite der als Spaltbein ausgebildeten Peraeopoden (Beine des Rumpfabschnitts) sind beim dritten bis achten Peraeopoden etwa gleich lang, bei den letzten beiden etwa ein Viertel kürzer. Die Pleopoden der Weibchen, beim Männchen der erste zweite und fünfte sind zu einteiligen, griffelförmigen Anhängen reduziert. Der vierte Pleopod der Männchen mit zweiteiligem Basisglied, ihr Exopodit lang, aber nicht die Basis der Uropoden erreichend, und mehr oder weniger undeutlich dreigliedrig. Das Telson ist verhältnismäßig kurz, abgestutzt dreieckig mit verbreiterter Basis bis beinahe rechteckig, mit einem kurzen Mitteleinschnitt am Ende.
Die Art ist von verwandten, in der Gestalt äußerst ähnlichen Arten nur an der Form der Antennenschuppe, des vierten Pleopoden der Männchen und des Telsons unterscheidbar. Typisch für die Art ist eine Statocyste (Schweresinnesorgan) im Endopodit der Uropoden, die ringförmig von einer birnenförmigen dunkleren Pigmentierung umgeben ist.

## Biologie und Lebensweise
Limnomysis benedeni lebt im flachen, ufernahen Wasser, in Wassertiefen von 2 bis 5, selten bis 10 Meter, die registrierte Maximaltiefen waren 33 Meter, im Kaspisee 68 Meter. Die Art bevorzugt oft den unmittelbaren Ufersaum, außer, wenn dieser durch Wasserbewegung oder Wellenschlag beeinflusst ist. Die Art kommt in bewegtem Wasser und auch in Fließgewässern vor, meidet aber Bereiche mit einer Strömung von über 0,5 m pro Sekunde, gelegentlich bis 1,5 m/s. In bewegtem Wasser ist die Art auf eine strukturierte Sohle mit Rückzugsmöglichkeiten angewiesen, man findet sie meist zwischen makrophytischen Wasserpflanzen, freiliegenden Wurzeln oder gefluteten Uferstauden. Sie lebt bevorzugt in alkalischen Gewässern oberhalb eines pH-Werts von 7,7.
Die Art ist gegenüber moderaten Salzgehalten tolerant und kann in Brackwasser-Habitaten, in denen die meisten der indigenen Vorkommen liegen, Massenvorkommen ausbilden. Ursprünglich war sie vor allem in Seen und Randmeeren verbreitet und drang von dort in die Unterläufe der großen Flüsse ein. In reinem Meerwasser kann sie nicht überleben. Die Obergrenze der Salinität wird bei 0.5–5 PSU (Practical Salinity Units), einige speziell angepasste Lokalpopulationen bei 6–14 PSU, angegeben; in Laborexperimenten wurden kurze Aufenthalte in Wasser höherer Salinität toleriert, 24 Stunden bei 34 PSU führten zu hundertprozentiger Mortalität.
Limnomysis benedeni ernährt sich von kleinen organischen Partikeln (Particulate organic matter, POM), organischem Detritus, einzelligen Algen oder Überzügen auf Substrat (Periphyton). Sie kann sowohl im bodennahen offenen Wasser filtrieren wie auch an der Oberfläche grasen. Ein Einfluss auf das Zooplankton in ihren Lebensräumen konnte ausgeschlossen werden.
Die Art bildet in ihren Lebensräumen meist eine überwinternde und zwei Sommergenerationen, in günstigen Fällen bis zu fünf Generationen im Jahr aus. Wie typisch für die Verwandtschaft, trägt das Weibchen die befruchteten Eier in einer Bruttasche mit sich herum, bis die jungen Larven geschlüpft sind, erst das dritte Stadium wird ins freie Wasser entlassen. Eiertragende Weibchen werden von März/April bis Oktober/November beobachtet, einzelne Weibchen können mehrmals hintereinander Eier produzieren. Die Entwicklungszeit beträgt unter günstigsten Bedingungen etwa 6 Wochen.

## Verbreitung
Ursprungshabitat der Art sind die Küstenstreifen des Kaspisees, des Asowschen Meeres und des Schwarzen Meeres, einschließlich der Unterläufe der hier mündenden Ströme und großen Flüsse. Von hier wurde sie vom Menschen, als Fischnährtier, bewusst in andere Gewässer ausgesetzt, so in den Balaton, diverse Ostsee-Zuflüsse, und den Aralsee. Ausgesetzte Tiere in den Stauseen des Dnjepr gelangten über die Wasserscheide in Stauseen an der Memel und erreichten so die Ostsee. Daneben wurde die Art, etwa durch das Ballastwasser von großen Schiffen, die Donau hinauf verschleppt. Über die Donau wurde etwa 1973 Österreich und ca. 1993 Deutschland erreicht. Von dort konnte sie sich über den Main-Donau-Kanal ins Einzugsgebiet des Rheins ausbreiten. Die ersten Nachweise in der Uferzone des Bodensees stammen von 2009, heute bildet sie dort lokal schon Massenvorkommen aus. 1997 erreichte sie rheinabwärts dessen Mündungsgebiet in den Niederlanden. Eine weitere Ausbreitung der Art über ganz Europa gilt als nahezu sicher, so hat sie über den Rhein-Rhône-Kanal 2007 das zentrale Frankreich erreicht und trat 2009 an der Rhonemündung auf. Bisher ist die Art nicht nach Nordamerika vorgedrungen.

## Taxonomie und Systematik
Die Art wurde von dem ukrainischen Forscher Voldemar Czerniavsky in dessen Werk Monographia Mysidarum inprimis Imperii Rossici (St. Petersburg 1882) erstbeschrieben, der darin auch die Gattung Limnomysis neu aufstellte. Die Art wurde zu Ehren des belgischen Forschers Pierre-Joseph van Beneden benannt. Czerniavsky beschrieb im selben Werk zwei weitere Arten, Limnomysis brandti und Limnomysis schmankewiczi die heute nicht mehr anerkannt und als Synonyme von Limnomysis benedeni aufgefasst werden.
Die Gattung Limnomysis wird innerhalb der Mysidae der Tribus Diamysini innerhalb der Unterfamilie Mysinae zugeordnet.